# Череповское сельское поселение
Череповское сельское поселение — муниципальное образование в составе Хиславичского района Смоленской области России.
Административный центр — деревня Черепово.

## Географические данные
- Общая площадь: 161,06 км²
- Расположение: северная часть Хиславичского района
- Граничит:
  - на севере — с  Починковским районом
  - на востоке — с Печерским сельским поселением
  - на юге — с  Владимирским сельским поселением
  - на юго-западе — с  Хиславичским городским поселением
  - на северо-западе — с Упинским сельским поселением

- По территории поселения проходит автодорога  Хиславичи — Починок
- Крупная река: Сож.

## История
Образовано Законом от 20 декабря 2004 года.

## Население
| 2011 | 2012 | 2013 | 2014 | 2015 | 2016 | 2017 |
| ---- | ---- | ---- | ---- | ---- | ---- | ---- |
| 531  | ↘512 | ↘502 | ↗503 | ↘439 | ↘410 | ↘401 |
| 2018 | 2019 | 2020 | 2021 |      |      |      |
| ↘393 | ↘374 | ↗379 | ↘325 |      |      |      |

## Населённые пункты
На территории сельского поселения находится 21 населённый пункт:
| №  | Населённый пункт   | Тип     | Население |
| -- | ------------------ | ------- | --------- |
| 1  | Водотока           | деревня | 2         |
| 2  | Духовщинка         | деревня | 4         |
| 3  | Еловцы             | деревня | 3         |
| 4  | Ивановка           | деревня | 0         |
| 5  | Мадеевка           | деревня | 4         |
| 6  | Миловка            | деревня | 20        |
| 7  | Муравьево-1        | деревня | 32        |
| 8  | Муравьево-2        | деревня | 0         |
| 9  | Никулино           | деревня | 15        |
| 10 | Новая Рудня        | деревня | 107       |
| 11 | Ново-Александровка | деревня | 0         |
| 12 | Ореховка           | деревня | 11        |
| 13 | Петуховка          | деревня | 0         |
| 14 | Слобода            | деревня | 0         |
| 15 | Суборовка          | деревня | 31        |
| 16 | Тереховка          | деревня | 3         |
| 17 | Хохловка           | деревня | 1         |
| 18 | Черепово           | деревня | 239       |
| 19 | Шатиловка          | деревня | 24        |
| 20 | Шимоновка          | деревня | 9         |
| 21 | Шишки              | деревня | 29        |

Бывшие деревни
- Моховка
- Милослободка
- Ельково
- Ольховка
- Ольховское
- Жарковка
- Каменщина
- Захаровка

## Местное самоуправление
Глава поселения - глава администрации - Гореликова Галина Алексеевна.

## Экономика
5 фермерских хозяйств.